# Aphis patriniphila
Aphis patriniphila är en insektsart. Aphis patriniphila ingår i släktet Aphis och familjen långrörsbladlöss. Inga underarter finns listade i Catalogue of Life.